# 大澳文物酒店

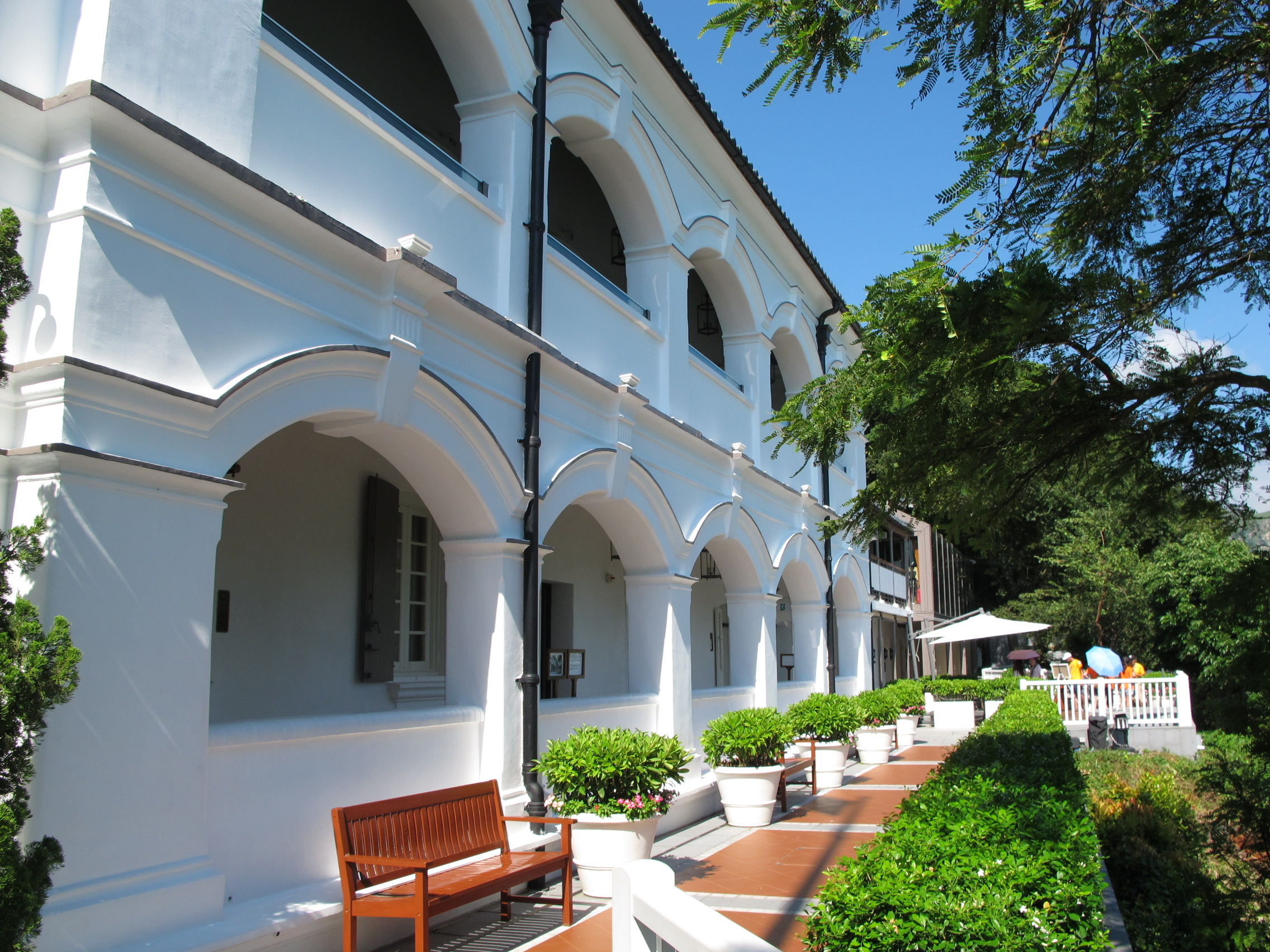
大澳文物酒店的主樓

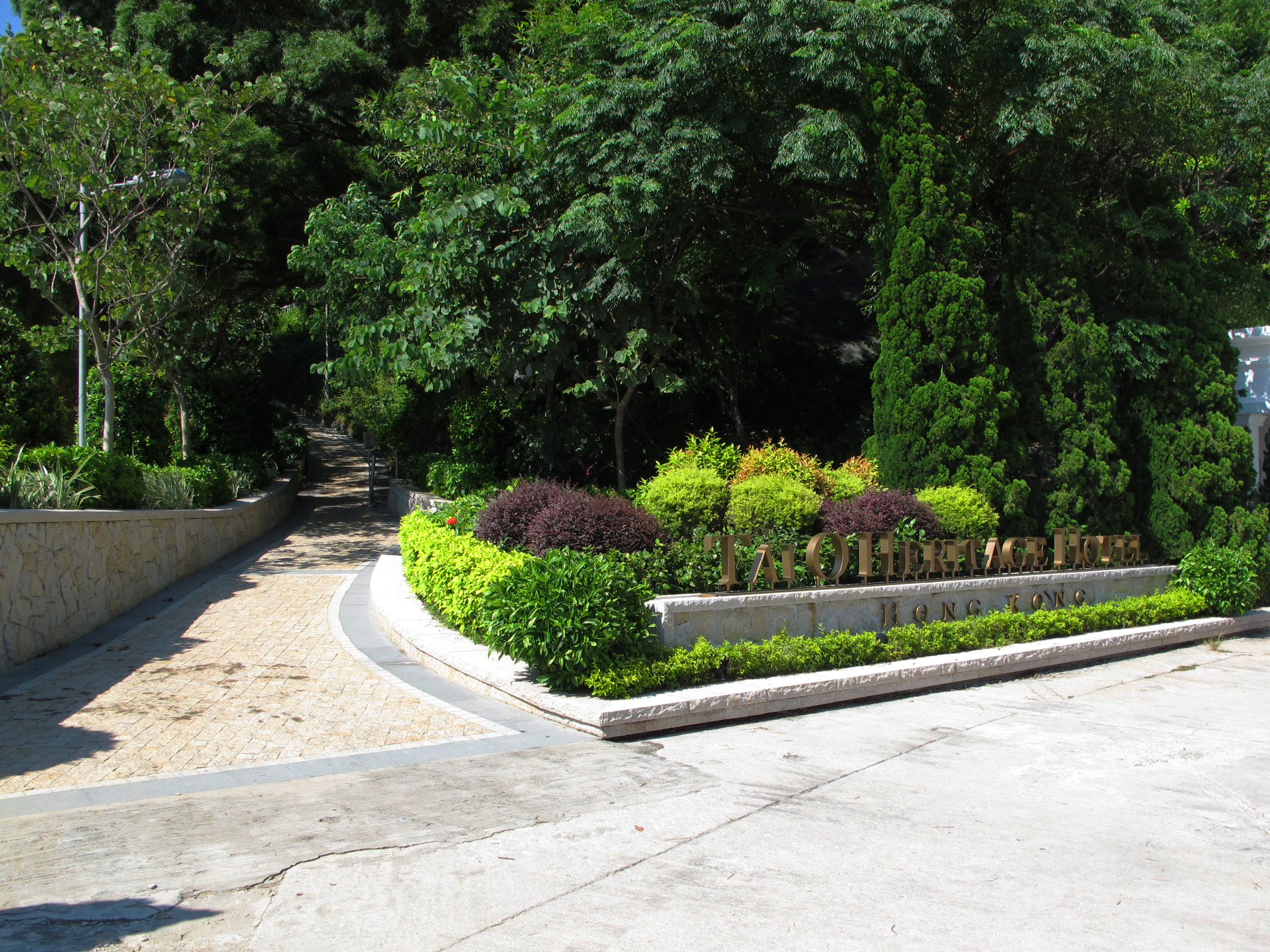
大澳文物酒店的入口

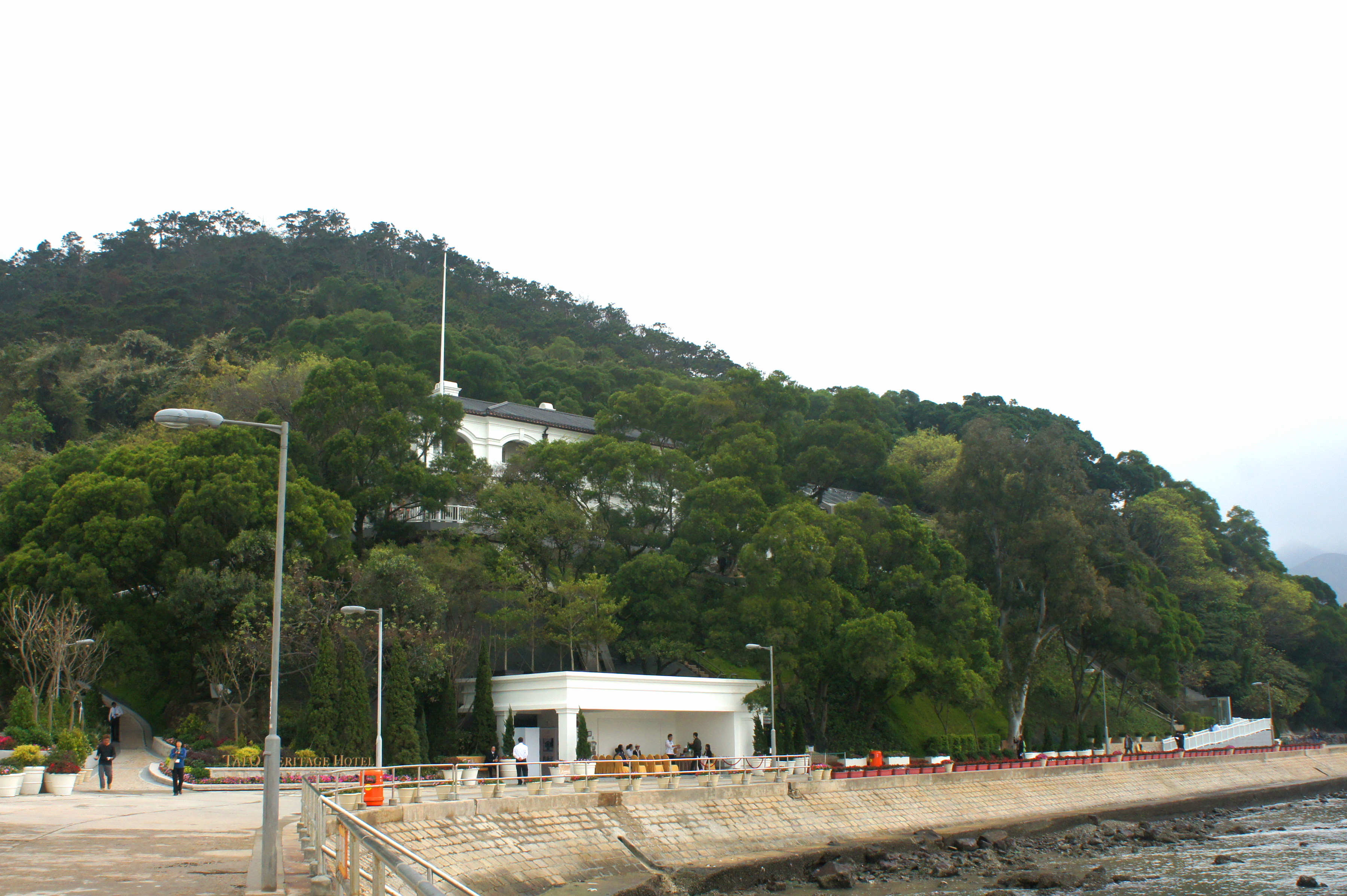
從石仔埗街渡輪碼頭向北眺望大澳文物酒店

大澳文物酒店（英語：Tai O Heritage Hotel）前身為大澳警署，位於香港大嶼山大澳石仔埗街渡輪碼頭旁的小丘上，於1902年興建，於1961年至1962年增建宿舍，於1996年更改為大澳警崗，及於同年12月關閉。及後被改建為酒店，於2012年2月27日開幕。
大澳文物酒店以社會企業模式經營，逾30名員工之中，半數為大澳或者大嶼山居民。

## 建築特點
整個建築群用地面積約為981平方米，由兩座獨立的建築物組成，分別是兩層高的主樓，以及部分為兩層高、部分為一層高的附屬建築。主樓前面有一個炮台、一支柱杆及一個水池，大樓的中式方筒瓦頂，飛簷及拱頂陽台，具有典型殖民地風格及意大利文藝復興的色彩。根據於1903年刊登的《香港政府憲報》，當時大澳警署設有1間捕房、兩個囚室、警務人員宿舍、3個浴室及1個貯物室；附屬建築與主樓之間建有一條有蓋天橋，附屬建築設有廚房、乾衣室、貯物室、供予摩羅差使用的浴室、傳譯員房間以及工人宿舍和廁所。

## 歷史

### 大澳警署落成

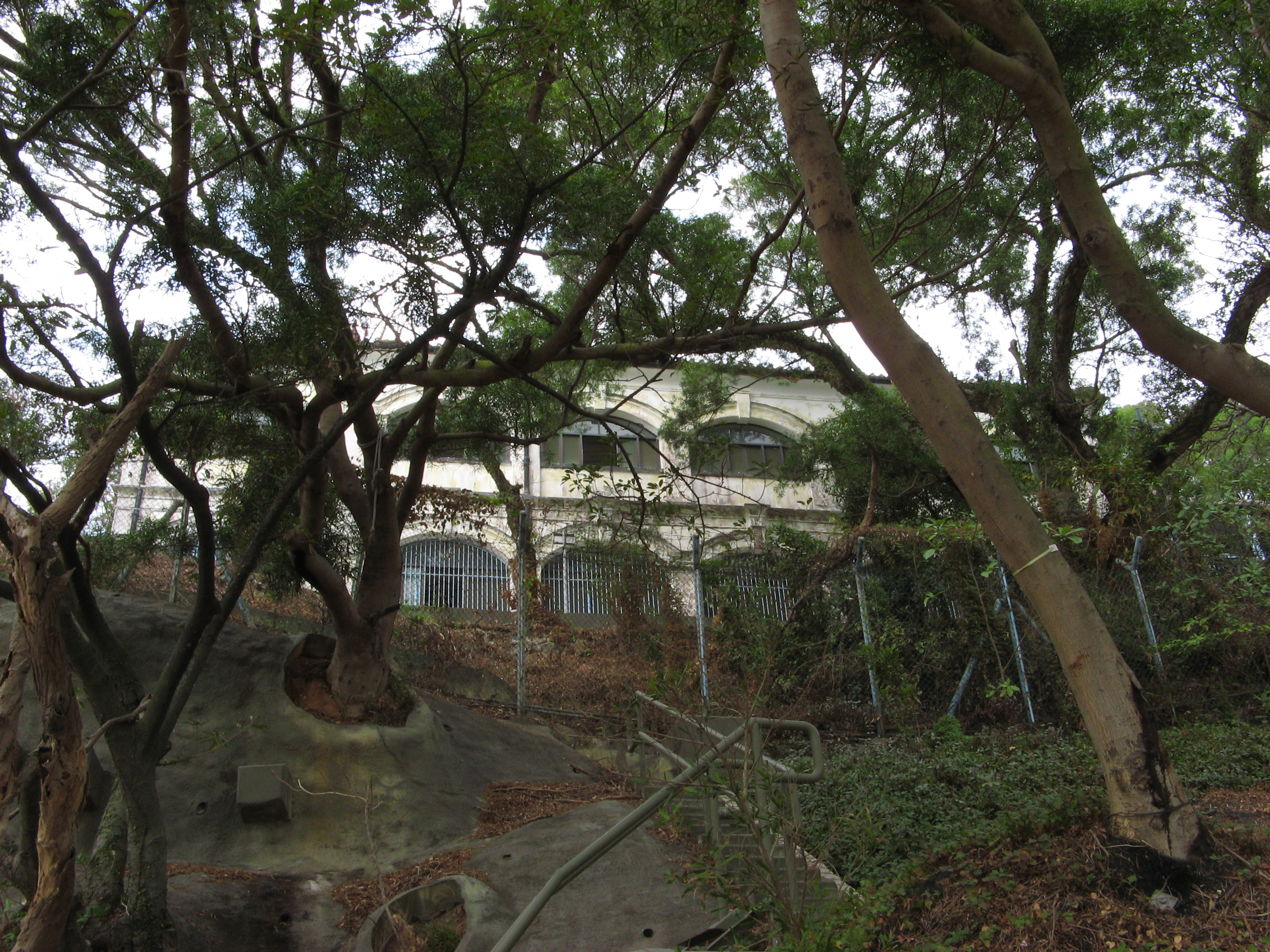
活化前的舊大澳警署（攝影於2009年2月）

大澳警署落成前，香港警隊於1899年5月18日以一座中國建築作為臨時警署，稱為衙門。至1902年，警隊於鄰近大澳碼頭之一處高地，依山而建了一座永久性的警署，以打擊沿海海盜及加強大嶼山的警察力量；為其中一座最早建設的離島警署。1903年，被派遣駐守於大澳警署的人員共15人。至1918年，警隊以鋼筋水泥重建大澳警署主樓的上層。
亦是香港其中一個最早期建設的離島警署。不過，當地警察的主要職責並非單是打擊罪惡，更要兼任「和事佬」的角色，為村內的居民排解家庭糾紛及平息爭執。
1918年7月17日，大澳警署發生警察開槍謀殺及自殺案，印籍警員德加星（Teja Singh）連開數槍擊斃當時大澳警署澳洲籍署長嘉年寧（Glendinning），嘉年寧妻子在宿舍聽到槍聲便走到報案室查看，德加星開槍打中她的左眼及拖她入報案室，其他警員見狀紛紛逃走，嘉年寧妻苦苦哀求不要將她殺死，德加星不作反應，但沒有再開槍，後來嘉妻乘德加星埋頭書寫逃走，跑回宿舍抱着數月大嬰兒逃出警署，德加星放火燒警署後自殺，現時大澳文物酒店仍可見當時德加星所持的長槍子彈打穿防盜鐵板的九個子彈孔，七個由屋內射出屋外，兩個由外面打入。

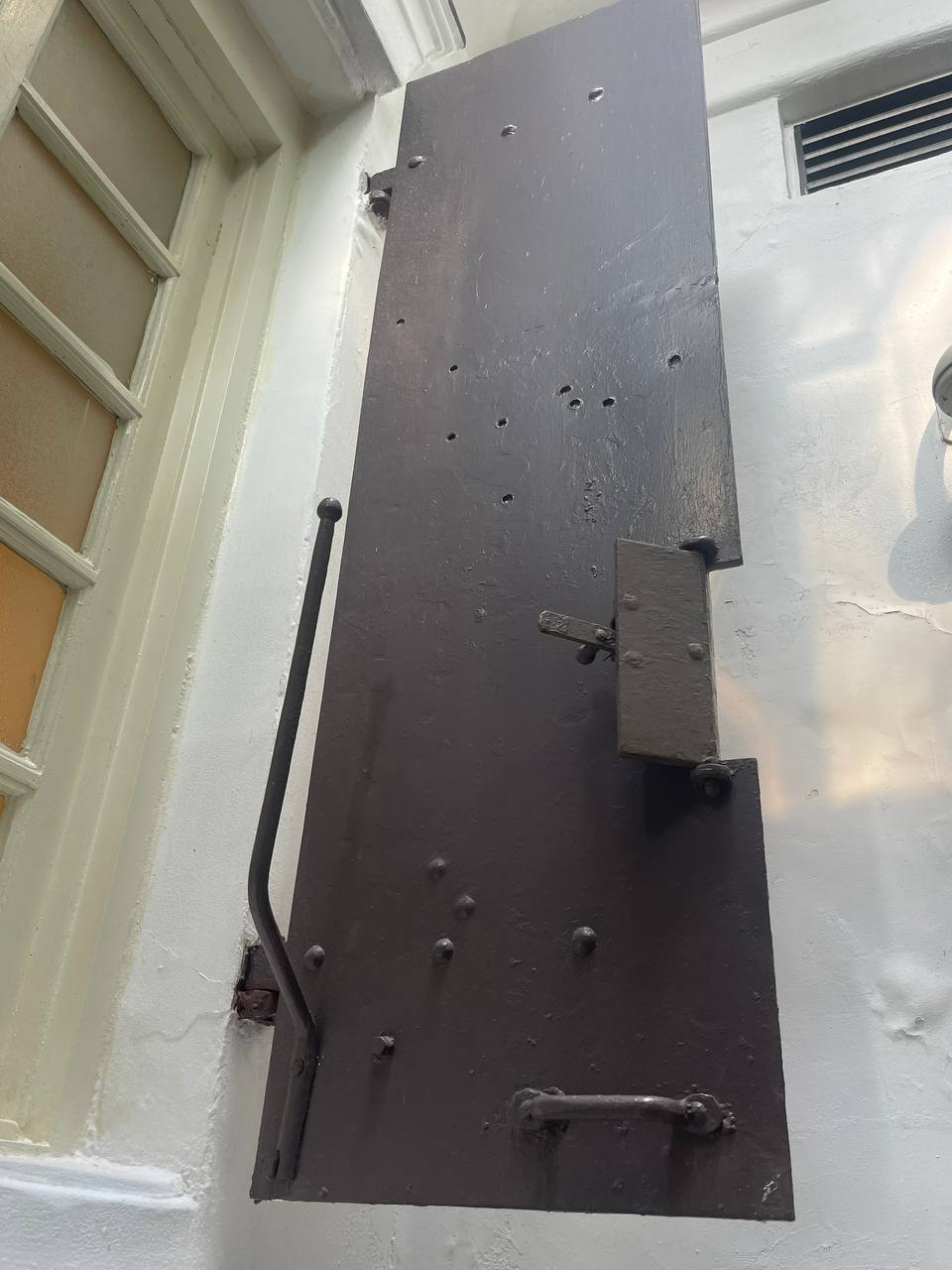
警員德加星槍擊署長嘉年寧時所造成的子彈孔

1925年3月25日，大澳村發生了一宗嚴重劫案。約60名強盜洗劫了35間房屋和商店。強盜離開後，村民才有機會報告警察。根據一些年老村民憶述，大澳警署當時亦被強盜侵佔。
1933年，警隊建造主樓和附屬建築之間的混凝土樓梯。
1950年代初期，被派遣駐守於大澳警署的人員共14名警務人員，以及翻譯員和助理各一。1952年，時任警務處處長麥景陶建議擴建大澳警署，以解決過於擁擠及衞生欠佳的情況。
1957年，警務處實施重建大澳警署部份建築物的計劃，建議清拆附屬建築，騰出空間興建一幢樓高3層的構築，以提供康樂設施予人員使用。至1961年，出現另外一項建議，為興建一座樓高兩層的建築物，並且提升生活設施。最終的設計是清拆附屬建築僅一層的部分，並且興建一座一層高的增建部分，以連接兩層高的附屬建築。
1988年，大澳警署獲評定為三級歷史建築。

### 更改為大澳警崗及關閉
後來由於香港治安持續改善，大澳的犯罪率亦不斷地下降，大澳警署於1996年被改為大澳警崗，大部分原來駐守於此處的警務人員被調配至龍田邨報案中心。同年12月，大澳警崗關閉。
香港回歸前，所有進出大澳的貨物均需要向香港海關申報，旅客在大澳碼頭上岸亦需要先行接受海關人員的查問。

### 活化為大澳文物酒店

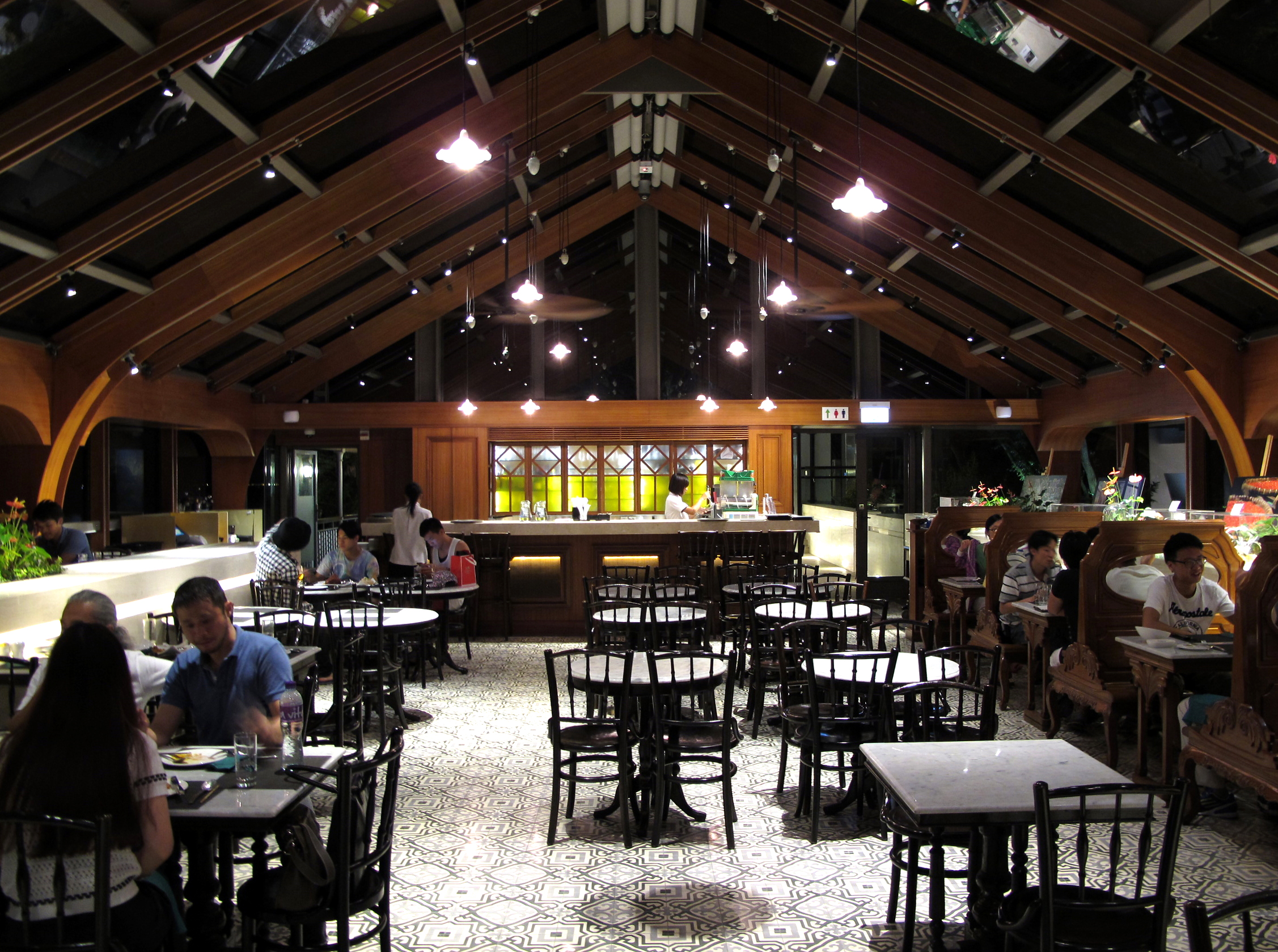
大澳文物酒店內的餐廳「Tai O Lookout」

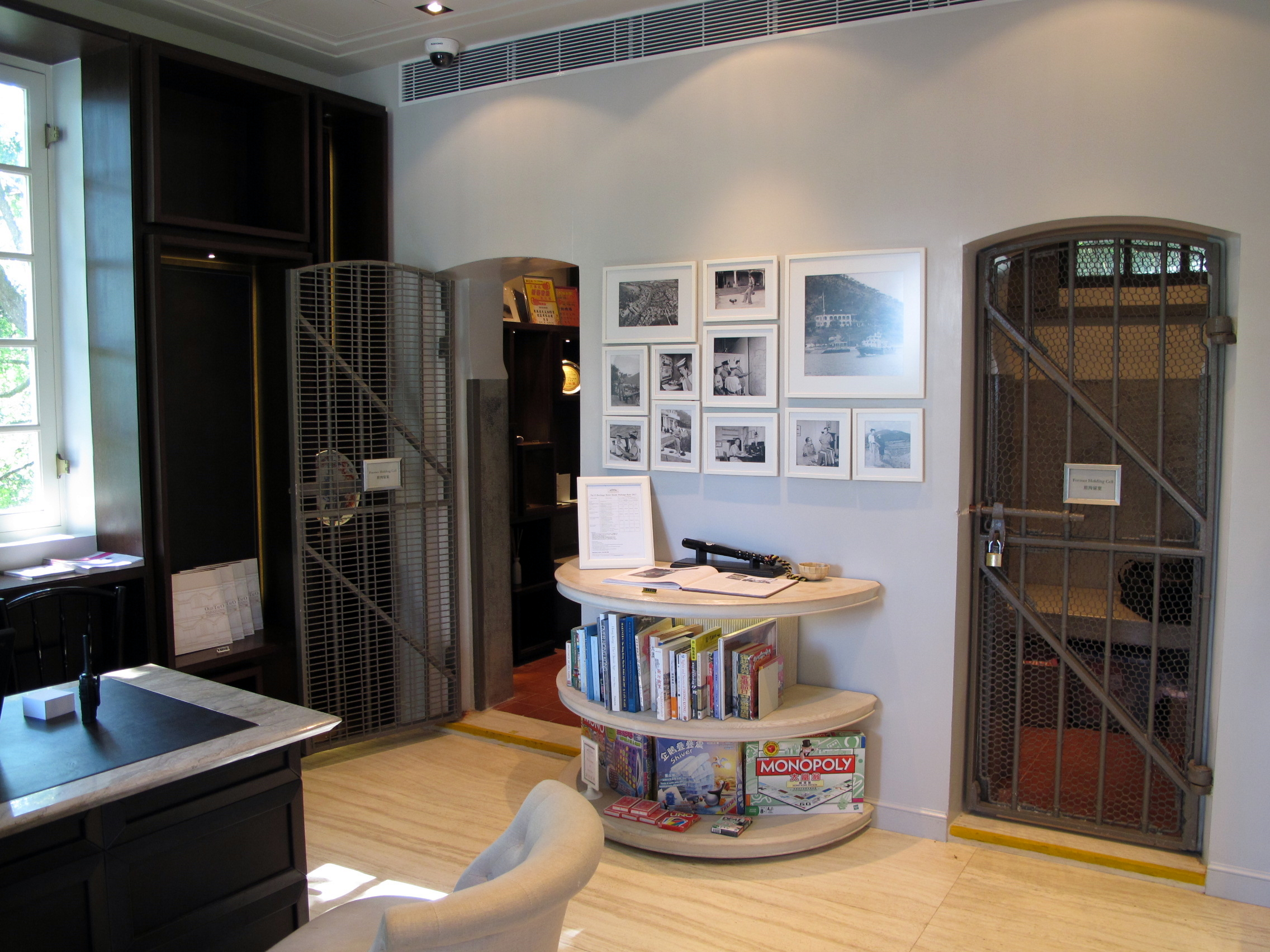
大澳文物酒店大堂內設為文物探知中心

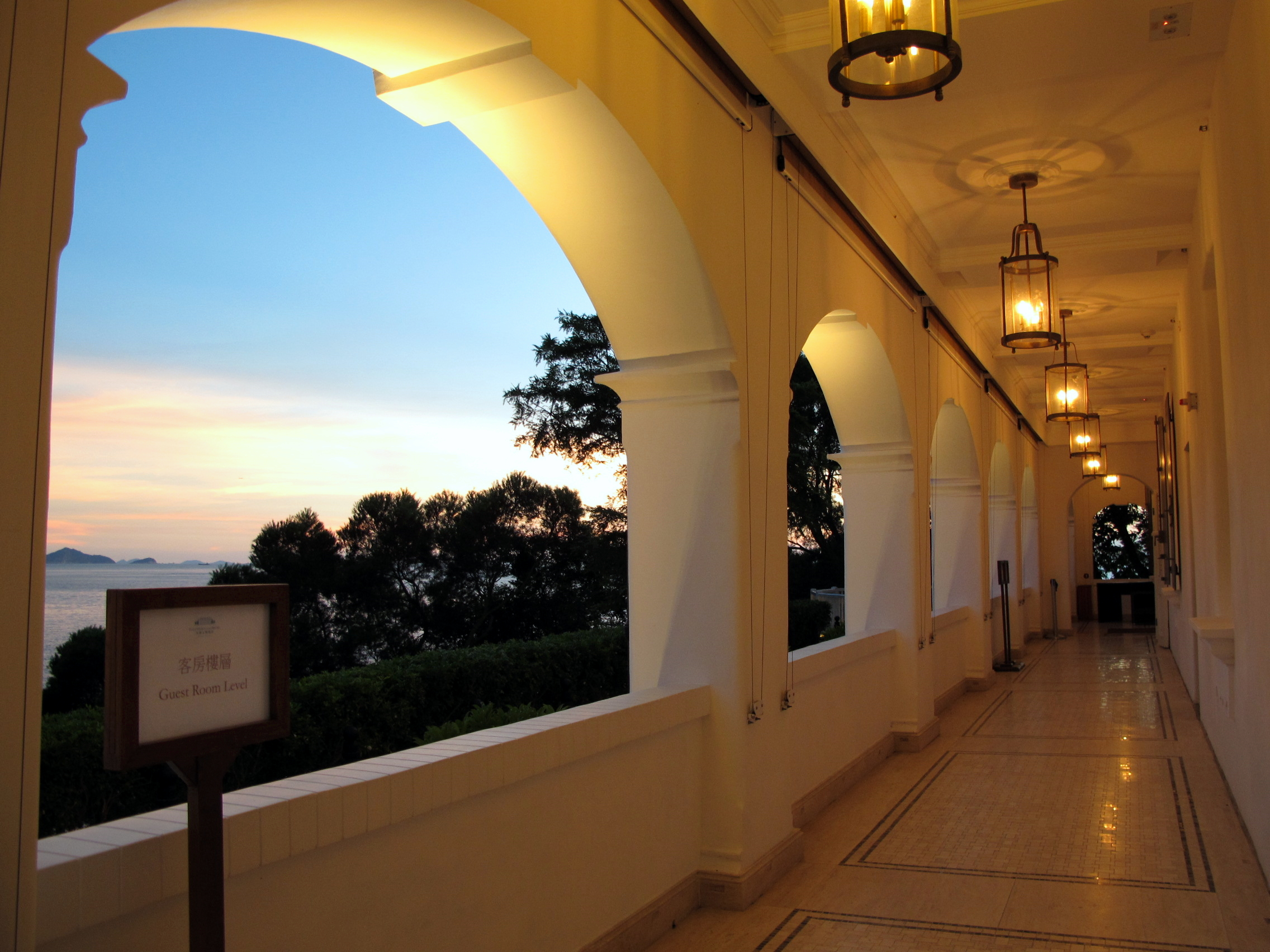
黃昏下的走廊

2009年2月，經過評選，舊大澳警署經營權落入信和集團成立的非牟利機構香港歷史文物保育建設有限公司手上，計劃將其活化成為一間精品酒店，樓面面積約12,600平方呎，設有9間富有特色的套房、一間位於頂層的咖啡座、一間圖書館及一個展示舊大澳警署歷史的展覽場地。涉及翻新裝修的6,490萬港元由香港政府全數支付。同年12月18日，古物古蹟辦事處確定舊大澳警署為二級歷史建築。
2010年6月17日，舊大澳警署的活化工程啟動，內外盡量保留，舊有的報案室改建為文物探知中心，展出紀念當年警署運作的收藏品、珍貴圖片及影片，天台設有玻璃頂的咖啡廳及餐廳，毗鄰的守護塔則會變為多用途室，而部分未租出的酒店套房則會免費開放予公眾參觀。酒店同時與大澳社區推出多項特色活動及導賞團，包括舊大澳警署文物古迹遊、地道美食展及自然生態旅遊等，並且協助區內的非牟利機構推廣大澳的節慶活動、晚間捕魚遊及中華白海豚遊等活動。
大澳文物酒店於2012年2月底竣工，於3月27日開幕。活化後的建築物樓高兩層，除了一間原為署長室的200呎海景套房外，另外設有8間海景房間。全部以警察職級、大澳地標或者警輪命名。酒店頂層設有玻璃屋頂定的餐廳「Tai O Lookout」。報案室則改建成文物探知中心，展出警署的收藏品等。。

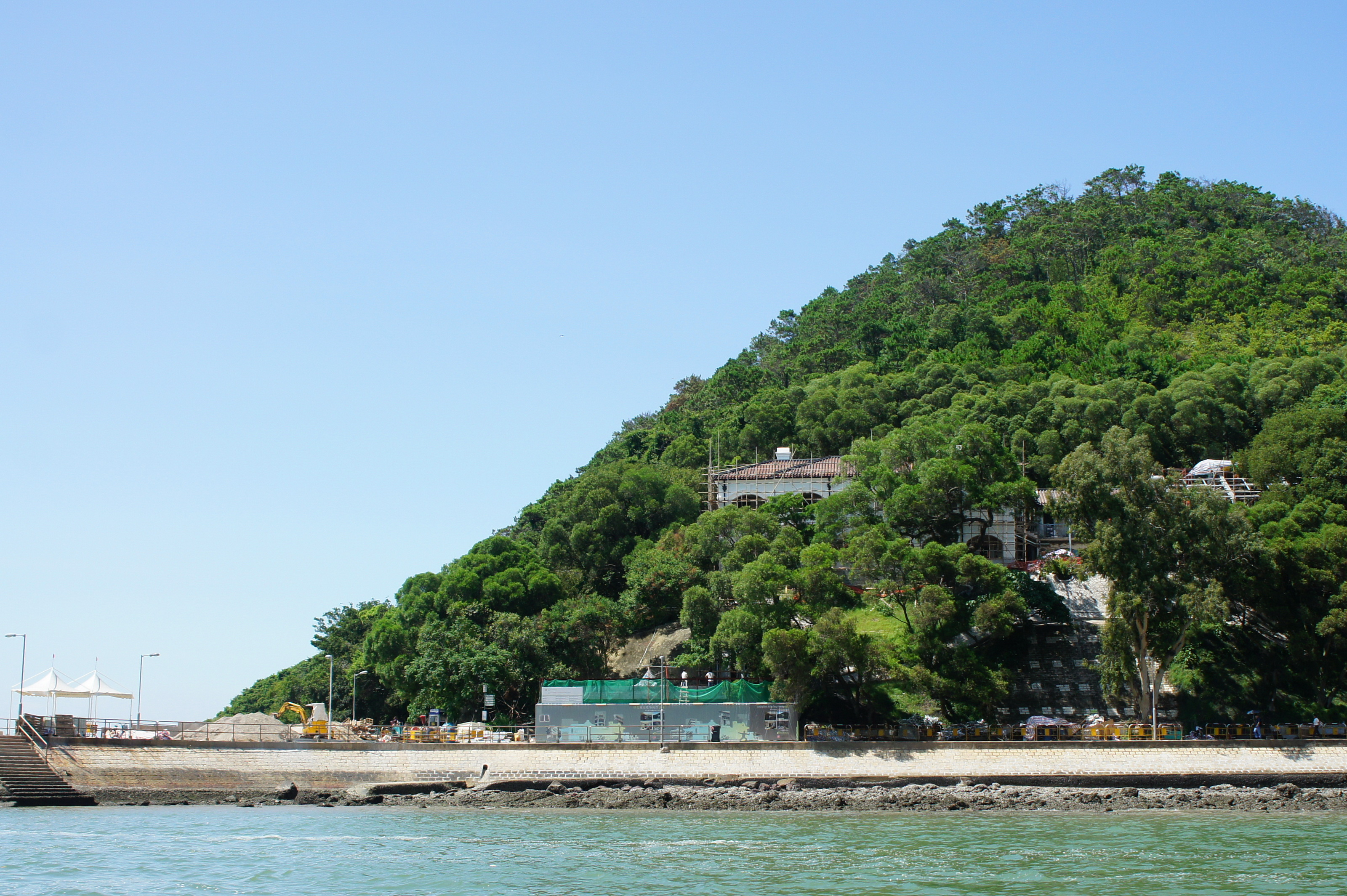
活化中的舊大澳警署，左方為石仔埗街渡輪碼頭（2011年8月）
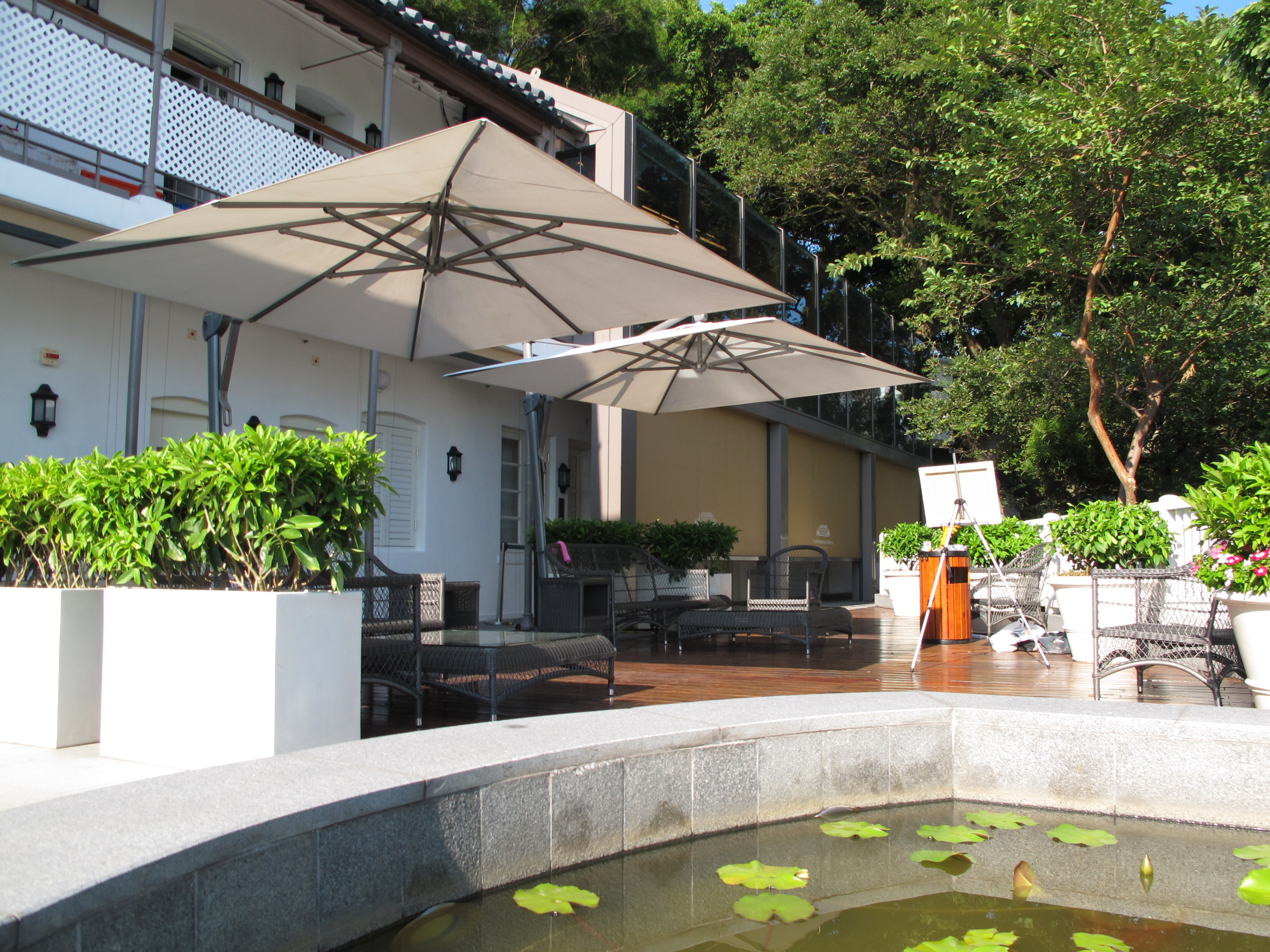
酒店花園
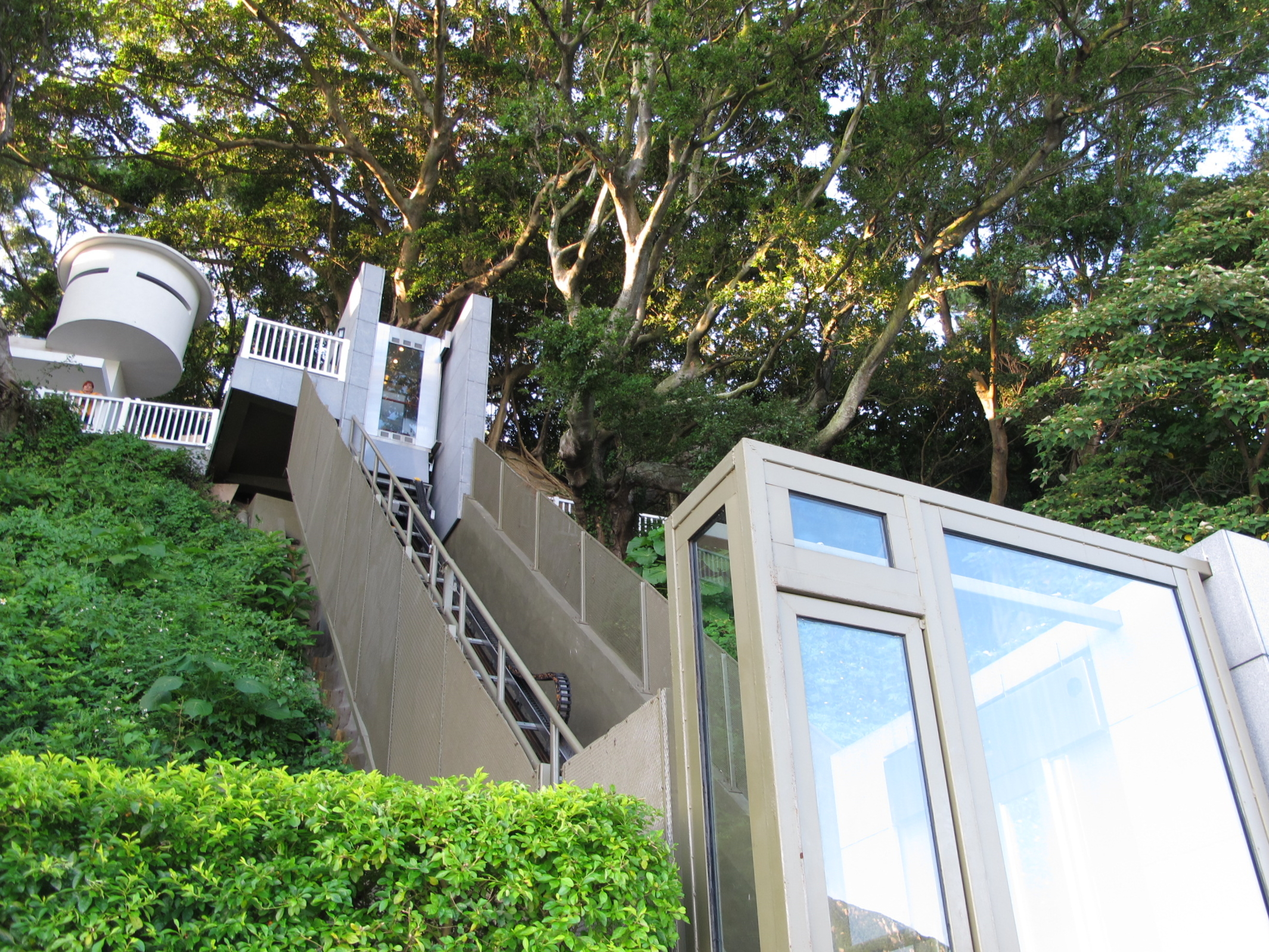
酒店外設升降機方便遊人上落
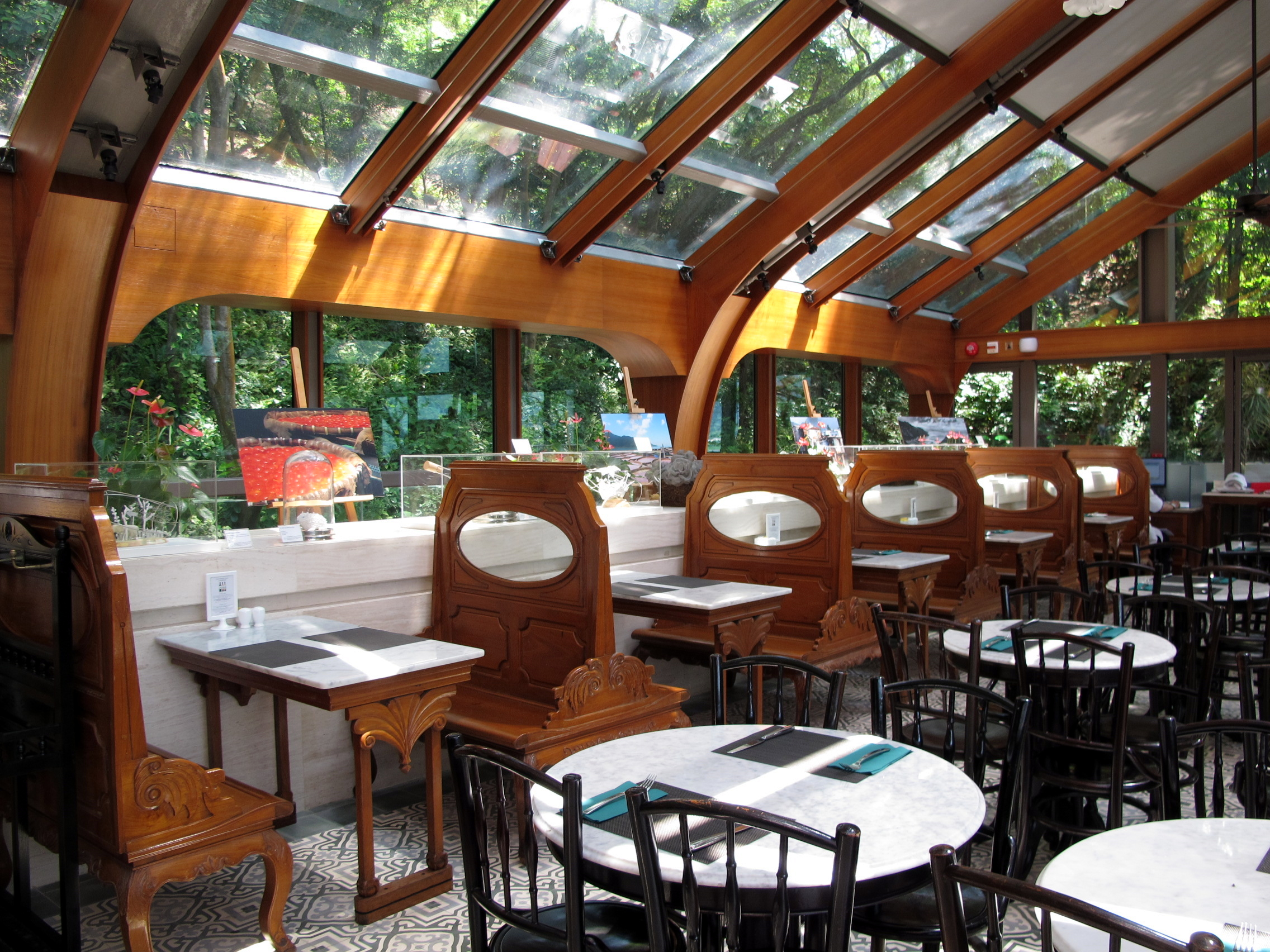
大澳文物酒店內的餐廳「Tai O Lookout」，桌椅由中環畢打街的「 China Tee Club」捐贈

## 酒店房間命名

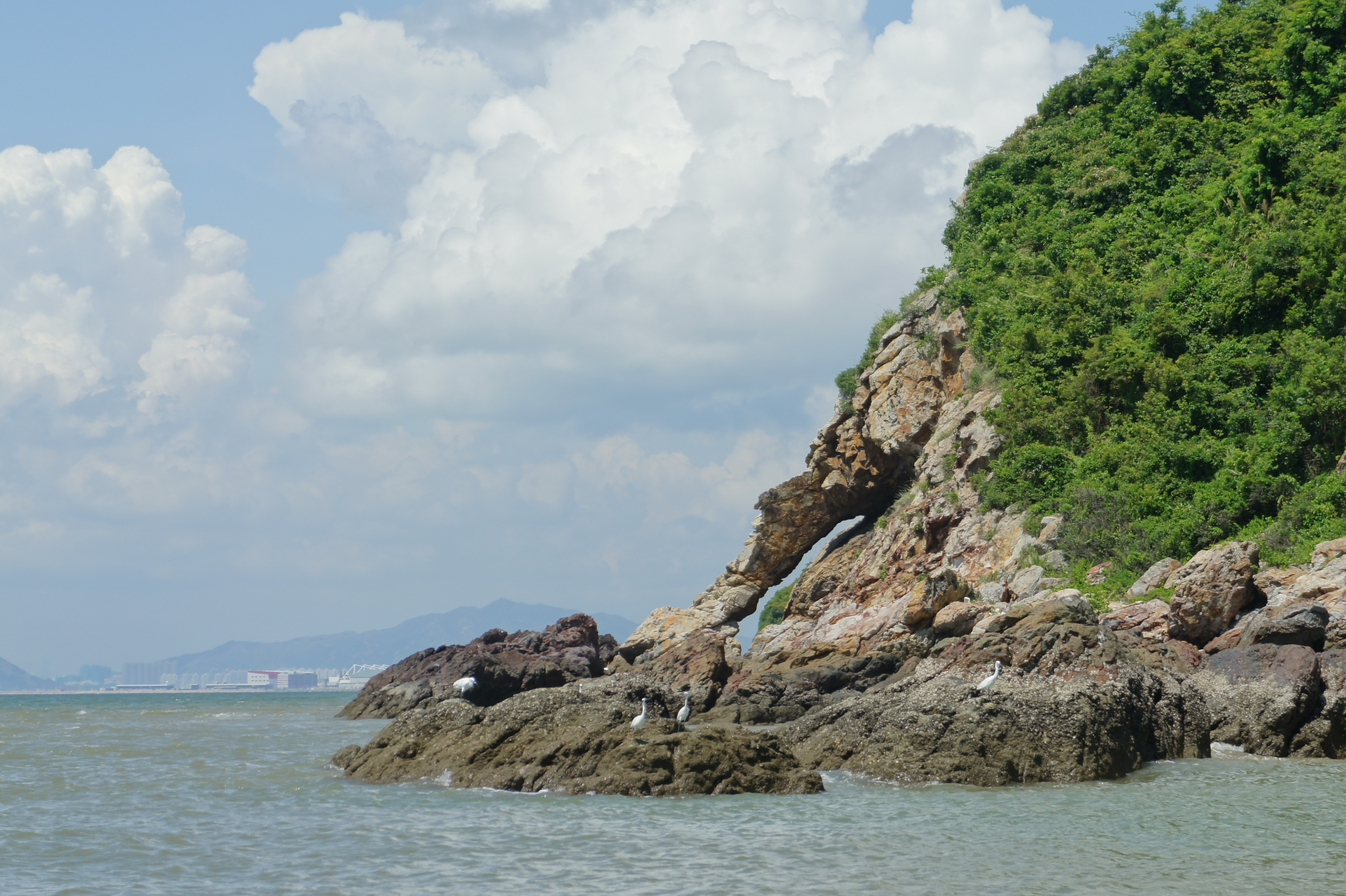
酒店其中一間房間「將軍石」的名稱來源就是此位於虎山西北部海崖的將軍石

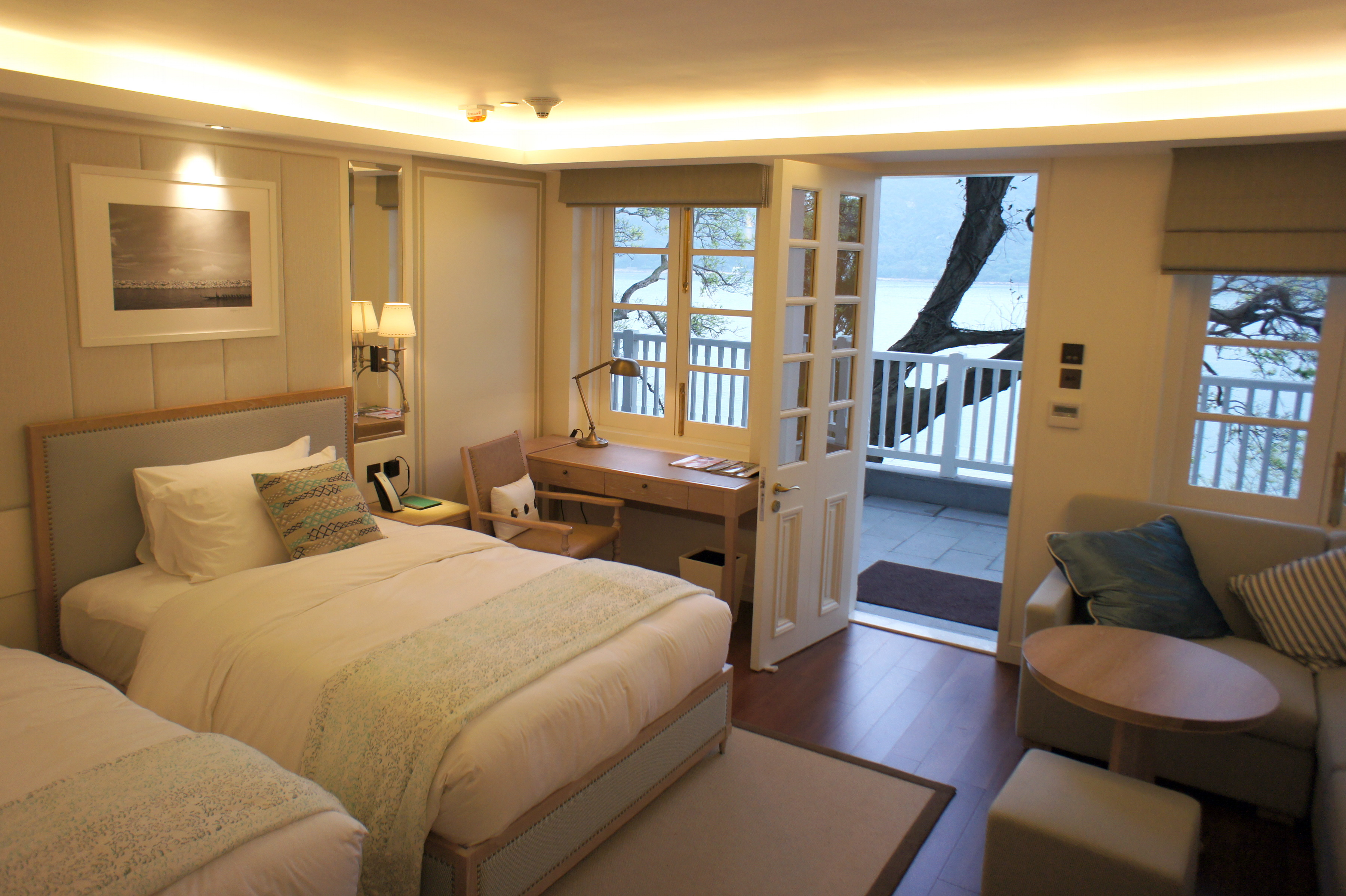
房號1120「寶珠潭」，房間原為舊大澳警署警員夜更當值室

| 房間名稱 | 名稱來源                     | 房間昔日功能             |
| -------- | ---------------------------- | ------------------------ |
| 處長室   | 水警職級                     | 舊大澳警署軍械庫及接見室 |
| 司令室   | 水警職級                     | 舊大澳警署軍營           |
| 海馬     | 昔日警輪                     | 舊大澳警署辦公室         |
| 海獅     | 昔日警輪                     | 舊大澳警署辦公室         |
| 海虎     | 昔日警輪指揮船               | 舊大澳警署分區督察辦公室 |
| 牙鷹角   | 大澳地標，位於番鬼塘村       | 舊大澳警署警察飯堂       |
| 將軍石   | 大澳地標，前臨伶仃洋的大石   | 舊大澳警署簡報室         |
| 鹿湖     | 大澳地標，位於大澳東南山窩中 | 舊大澳警署辦公室         |
| 寳珠潭   | 大澳地標，位於大澳楊侯古廟側 | 舊大澳警署警員夜更當值室 |

## 資料來源
1. ↑  . 無線電視myTV 網站. 2012-08-16  [2012-08-25]. （原始内容存档于2012-08-18）.
2. ↑   (PDF). 康樂及文化事務署 - 古物古蹟辦事處網站. 2010-11-30  [2011-12-29]. （原始内容 (PDF)存档于2011-05-27）.
3. ↑  . 東網. 2015-01-11  [2015-01-11]. （原始内容存档于2016-03-05）.
4. ↑  . now新聞. 2022-07-24  [2025-01-10]. （原始内容存档于2022-07-24）.
5. ↑  . 明報. 2012-02-24  [2012-02-27].[]
6. ↑  . 蘋果日報. 2012-02-27  [2012-02-27]. （原始内容存档于2012-03-01）.

## 外部連結
- 大澳文物酒店網頁（页面存档备份，存于）
- 大澳文物精品酒店: 舊大澳警署（页面存档备份，存于）
- 香港歷史文物-保育‧活化舊大澳警署PDF（页面存档备份，存于）
- 舊大澳警署變四星酒店
- 舊大澳警署將成酒店營運機構稱保留一磚一瓦[永久]
- 行政長官出席大澳文物精品酒店開幕典禮致辭全文（附圖／短片）。香港政府新聞網。2012年2月27日（页面存档备份，存于）

22°15′12″N 113°51′13″E / 22.25322°N 113.85374°E